# Оливковое масло

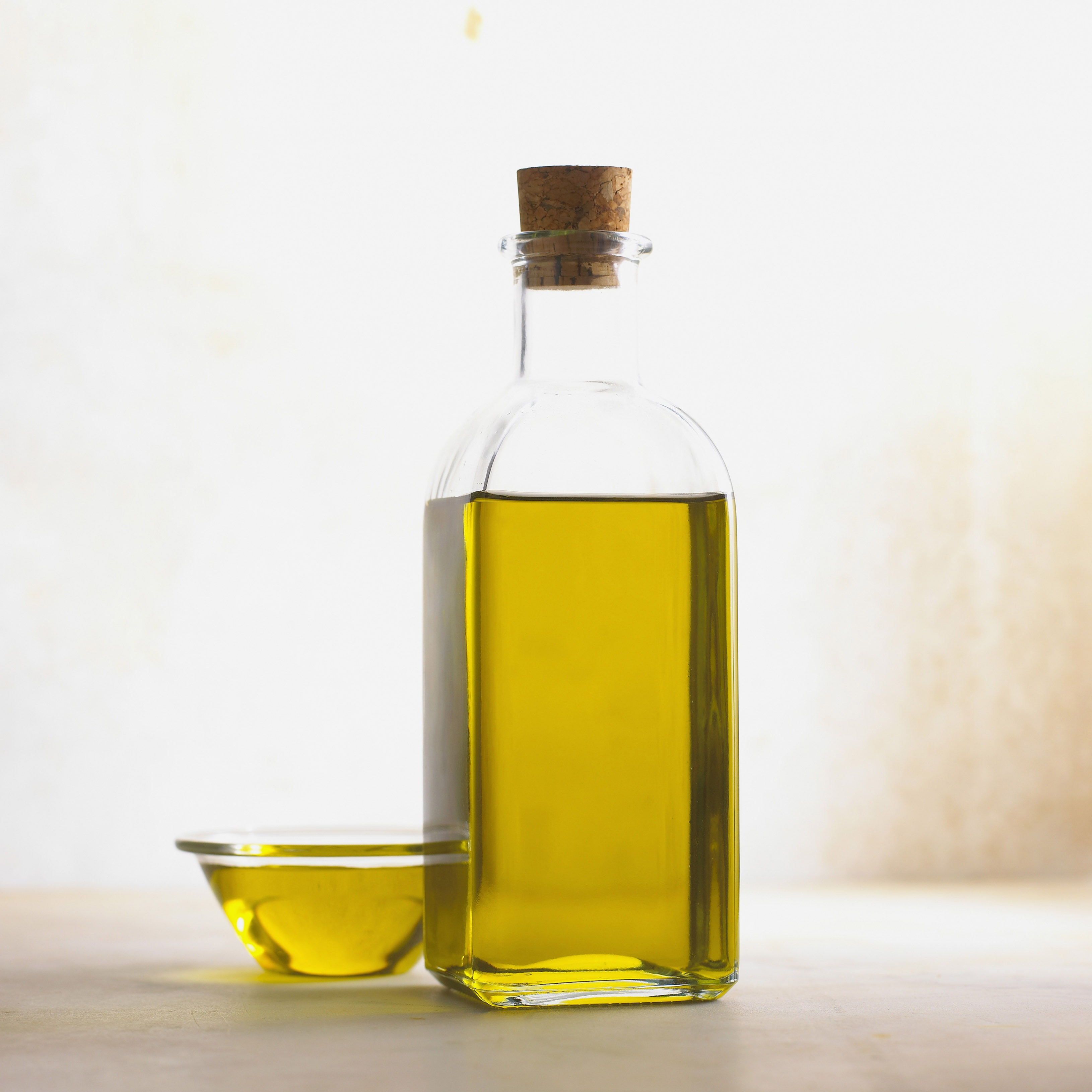

Оли́вковое ма́сло — растительное масло, получаемое из плодов оливы европейской (маслины, лат. Olea europaea). По жирнокислотному составу представляет собой смесь триглицеридов жирных кислот с очень высоким содержанием эфиров олеиновой кислоты. Имеет цвет от буровато-жёлтого до зеленовато-жёлтого и привкус легкой горчинки. Температура плавления 7—10 °C, в зависимости от происхождения масла.
Со времён Античности это масло является неотъемлемой частью средиземноморской диеты. Оно издревле использовалось для освещения храмов и мечетей, а также при отправлении христианских и иудейских обрядов (см. елей). В России до конца XIX века оливковое масло высшего сорта называлось прованским, низшего — деревянным.

## История

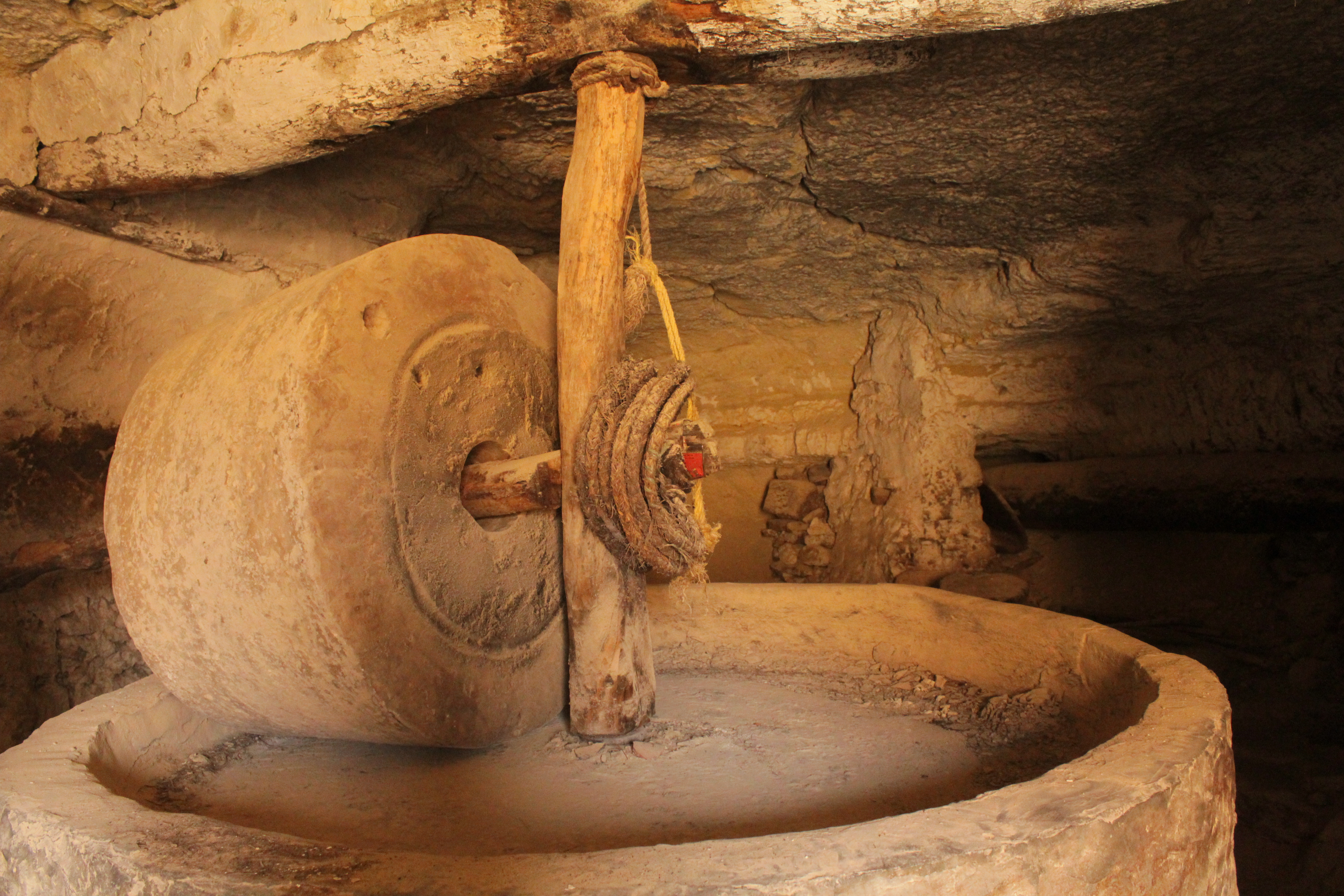
Маслобойня в Двирате

В диком виде олива произрастает в северо-восточной части Средиземноморья, включая Малую Азию. Место и время одомашнивания дерева — предмет давних споров между учёными разных стран. На затопленных якорных стоянках вблизи Хайфы в Израиле были обнаружены самые древние (период неолита, 7100-6300 лет тому назад) свидетельства изготовления оливкового масла. Достоверно известно, что производство оливкового масла служило оплотом благосостояния минойской цивилизации. Древнейшие найденные на Крите сосуды для оливкового масла (прото-амфоры) датированы серединой 4-го тыс. до н. э.
Древний Египет закупал оливковое масло на Крите и в Ханаане. Это масло упоминается в архивных документах Эблы (сер. 3-го тыс. до н. э.). Масло использовалось не только в пищу, но и для ухода за кожей (основа для мыла) и при отправлении культов (топливо для масляных светильников). В VIII веке до н. э. финикийцы из Карфагена привезли оливу на берега Испании, а древние греки — в Италию (см. Великая Греция). Латинское название растения (oleum) производно от древнегреческого ἔλαιον.
Олива — национальное дерево греков. Считалось, что это дерево сотворила Афина. Город Афины был, как гласит предание, назван в честь этой богини, потому что жители Аттики предпочли этот её дар соляному источнику, которым пытался прельстить их Посейдон. Медицинские свойства оливкового масла признавал Гиппократ. Этим маслом натирались атлеты в гимнасиях всего эллинистического мира. Плиний, правда, отдавал предпочтение маслу из Италии.
Француз Пьер-Жозеф Аморё в книге «Traité de l’olivier» (Монпелье, 1784) обобщил накопленные к тому времени данные об истории оливкового дерева и о разных способах получения масла. Ныне подробные сведения об истории этого продукта дают специализированные музеи, работающие во Франции, Испании, Греции и других средиземноморских странах.

## Распространение
В 2010 году почти 44 % всего оливкового масла в мире было произведено в Испании, главным образом — в южной области Андалусия. «Я знаю твое чародейство, олива, ты кровь из земли добываешь для мира», — писал испанский поэт Федерико Гарсия Лорка. Италия потребляет основную часть производимого масла и, кроме того, импортирует его из других стран. Греция — третий основной производитель оливкового масла. Греки потребляют заметно больше оливкового масла, чем итальянцы и испанцы, — свыше 20 литров на человека в год. Основные производители оливкового масла за пределами Европы — Тунис, Марокко и Сирия.
Международный совет по оливкам (IOC) со штаб-квартирой в Мадриде контролирует производство 95 % всего оливкового масла. Эта организация, пользующаяся поддержкой ЕС, ставит своей задачей популяризацию продукта во всём мире. Как результат этой деятельности, потребление оливкового масла за пределами Европы с каждым годом неуклонно растёт. Статистика производства и потребления оливкового масла в мире:
| Страна     | Производство, тыс. т (2014) | Производство, % (2005) | Потребление, % (2005) | Среднее годовое потребление на человека, кг |
| ---------- | --------------------------- | ---------------------- | --------------------- | ------------------------------------------- |
| Испания    | 1 738,6                     | 36                     | 20                    | 13,62                                       |
| Италия     | 294,9                       | 25                     | 30                    | 12,35                                       |
| Греция     | 208,9                       | 18                     | 9                     | 23,7                                        |
| Турция     | 73,9                        | 5                      | 2                     | 1,2                                         |
| Сирия      | 100,6                       | 4                      | 3                     | 6                                           |
| Тунис      | 179,7                       | 8                      | 2                     | 9,1                                         |
| Марокко    | 137,4                       | 3                      | 2                     | 1,8                                         |
| Португалия | 66,5                        | 1                      | 2                     | 7,1                                         |
| США        |                             |                        | 8                     | 0,56                                        |
| Франция    |                             |                        | 4                     | 1,34                                        |

## Производство

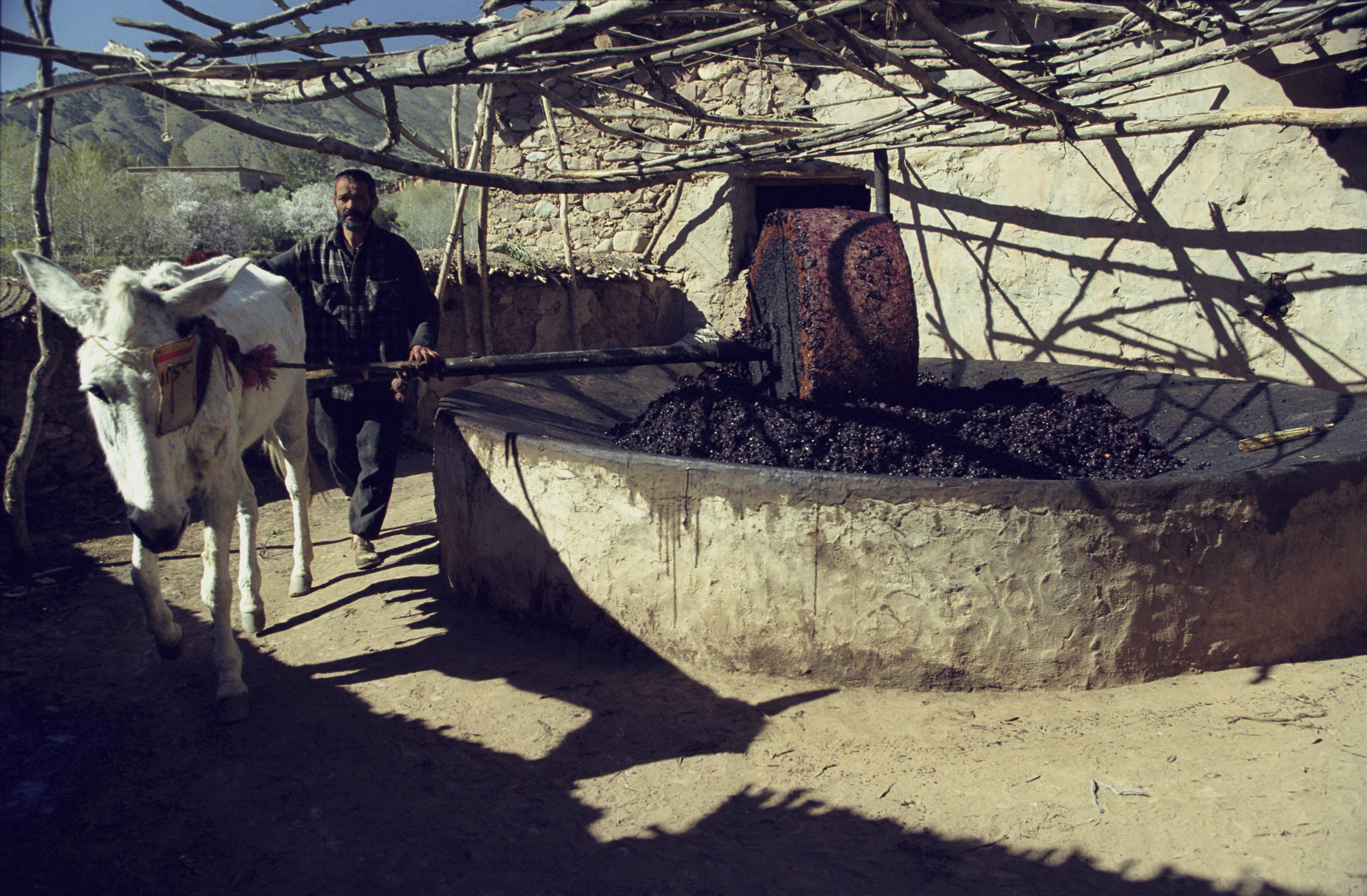
Отжим оливкового масла в Марокко

Средняя продолжительность жизни оливкового дерева — 500 лет, но некоторые деревья живут 1500 лет и больше. Считается, что возраст деревьев на Масличной горе в Иерусалиме превышает 2000 лет.

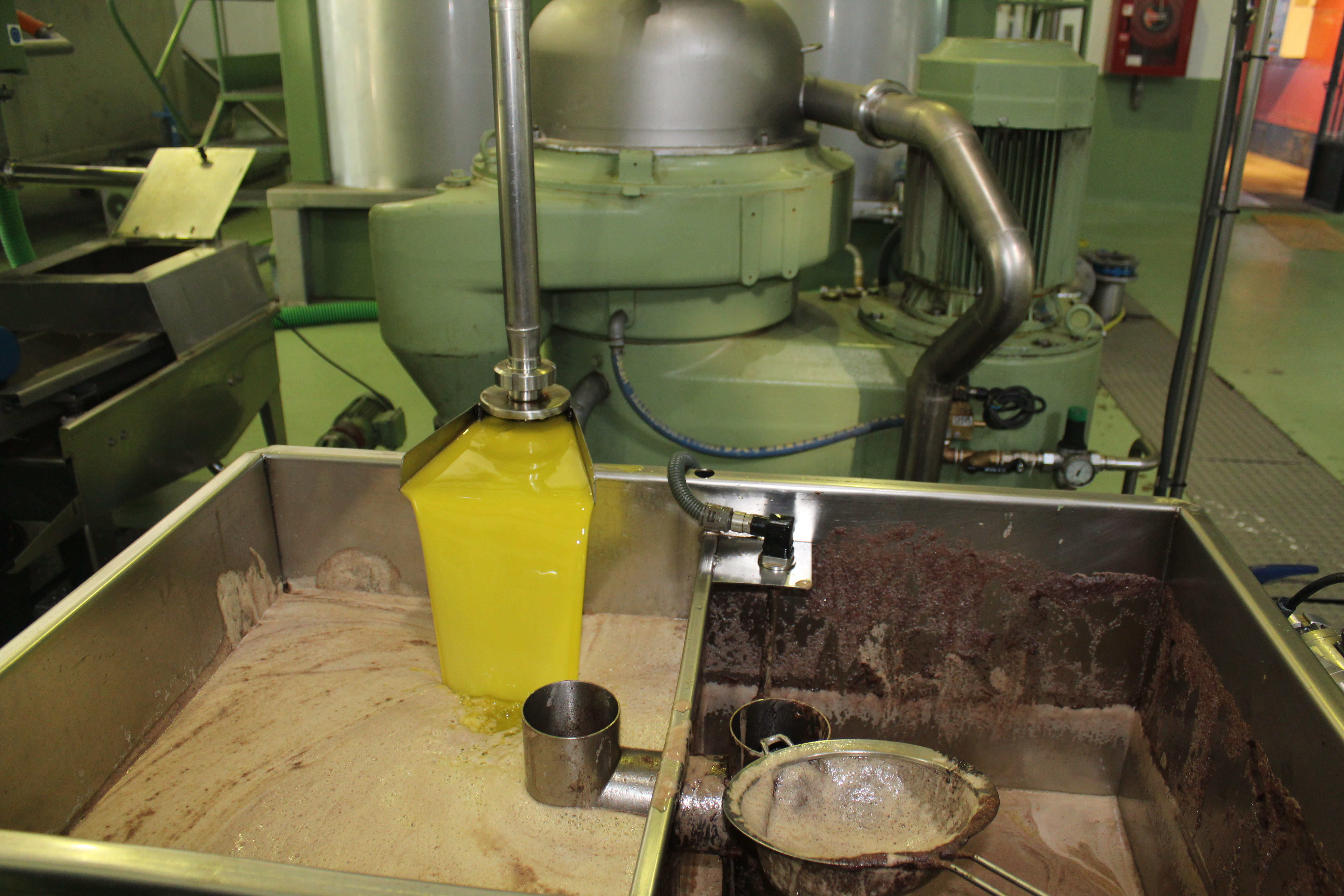
Получение масла из центрифуги

Сырой плод оливы несъедобен из-за того, что он слишком горький. Эта горечь пропадает только после вымачивания в специальном рассоле в течение нескольких недель. Горьковатый привкус присущ даже оливковому маслу экстра-класса из-за наличия в нём олеуропеина.
Оливковое масло производят из плодов различной степени зрелости, от зелёных до созревших чёрных или пурпурных. Масло из незрелых оливок обычно обладает интенсивным вкусом, вкус масла из зрелых оливок мягче, а выход продукта — больше. Мякоть плодов оливкового дерева может содержать до 55 % масла.
Обычно применяют три различных процесса экстракции:
1. традиционный процесс (прессование)
2. двухфазный процесс декантирования (центрифугирования)
3. трёхфазный процесс декантирования

В традиционном процессе оливки промывают, измельчают, смешивают и размалывают с добавлением небольшого количества воды, которое позволяет легко отделить масло от других фракций. Полученную пасту прессуют. Получается смесь оливкового сока, добавочной воды и остаточного масла. Оливковое масло отделяют от воды в вертикальной центрифуге или декантере. Традиционный процесс применяется почти исключительно на небольших маслобойнях, на крупных производствах он заменён непрерывным процессом декантирования.
Используется метод холодного и горячего прессования. Масло, полученное холодным отжимом при температуре не выше 25—27 °C («прованское масло», на упаковках обозначается как «первый холодный отжим», «extra virgin», «cold press», «cold extraction»), имеет наивысшее качество, приятный лёгкий аромат и золотисто-жёлтый цвет. При более высокой температуре качество масла снижается, происходят нежелательные изменения состава масла, его вкуса и аромата.
Из оливкового жмыха, оставшегося после отжимки масла, горячим прессованием извлекается дополнительное количество масла низкого качества («деревянное масло»).
В Италии и большинстве стран широко распространён двухфазный процесс декантирования, который не требует добавления воды. Отходом является влажный оливковый жмых.
Трёхфазный процесс декантирования требует добавления горячей воды в количестве 0,6—1,3 м³ на 1000 кг оливок. Отходами являются так называемые жидкие отходы производства оливкового масла (olive-mill wastewater, OMWW) и оливковый жмых. Трёхфазный процесс даёт несколько более высокий выход оливкового масла, меньший выход оливкового жмыха, но значительное увеличение выхода OMWW.
При методе центрифугирования выход OMWW на 100 кг перемолотых оливок составляет около 100 л, при традиционном (прессованием) методе — около 40 л. Каждый год  в период с ноября по март более 30 млн м³ OMWW производится в мире, что создает серьёзную экологическую проблему в средиземноморских странах.
OMWW представляют собой красно-чёрную эмульсию, содержащую 85–92 % воды. Химический состав сточных вод очень изменчив. Это зависит от сорта оливкового дерева, зрелости плодов, времени сбора урожая и метода обработки. Основными характеристиками являются высокие значения химического (COD — 60 000—180 000 мг/л) и биологического потребления кислорода (BOD — 14 000—75 000 мг/л), слабокислый характер водного раствора (низкий pH), высокое содержание полифенолов и высокое содержание калия.
В последние десятилетия многочисленные исследования подробно описали антиоксидантную, противовоспалительную, иммуномодулирующую, обезболивающую, противомикробную, антигипертензивную, противораковую, антигипергликемическую активность побочных продуктов экстракции оливкового масла.

## Классификация
| Содержание жирных кислот, %: насыщенных ненасыщенных: олеиновой линолевой | 9—12 64—85 4—12 (до 20) |
| Сквален, мг/100 г                                                         | 484—826                 |
| Плотность при 15 °C, кг/м³                                                | 914—929                 |
| Показатель преломления                                                    | 1,466—1,471             |
| Температура застывания, °C                                                | от 0 до −6              |
| Иодное число                                                              | 72—89                   |
| Число омыления                                                            | 185—200                 |
| Число Рейхерта-Мейсля                                                     | л                       |

Лучшим может считаться оливковое масло экстра-класса, нефильтрованное (на этикетке пишут англ. Extra Virgin Unfiltered Olive Oil), или экстра-класса фильтрованное (на его этикетке указано итал. Olio d'oliva extravergine, англ. extra virgin olive oil или исп. virgen extra). В этом оливковом масле кислотность не должна превышать 0,8 %.
Высоко ценится «капельное» оливковое масло «первого холодного отжима» (англ. first cold press), хотя это понятие достаточно условно — масло в той или иной степени нагревается и при «холодном прессовании». Кроме того, в современных условиях масло всегда отжимается только единожды.

### Коммерческие сорта
Получаемое из оливок масло классифицируется на следующие сорта:
- натуральное (англ. virgin) означает, что масло получено с использованием только физических методов без химической очистки. Термин virgin oil, относящийся к производству масла, отличен от сорта Virgin Oil на этикетках бутылок в розничной продаже (см. следующий подраздел);
- очищенное (рафинированое, англ. refined) значит, что масло было очищено с применением физико-химических процессов для устранения сильного вкуса (который считается дефектом) и содержания кислот (свободные жирные кислоты). В общем случае очищенное масло считается более низким по качеству, чем натуральное; розничные сорта extra-virgin olive oil и virgin olive oil не должны содержать примесей очищенного масла;
- жмыховое (англ. pomace olive oil) обозначает масло, полученное из отжимок с использованием химических растворителей, обычно гексана, и под воздействием температуры.

Количественный анализ выявляет кислотность масла, определяемую в весовых процентах и обозначающую содержание органических кислот. Это измерение химической деградации масла; когда масло разлагается, повышается кислотность масла. Другой метод измерения химической деградации масла заключается в определении уровня содержания органических пероксидов, которым определяется степень оксидации масла.
Чтобы сортировать масло по вкусу, его качество определяет группа профессиональных дегустаторов. Полученный результат называется также органолептической оценкой.

### Розничные сорта в странах, входящих в IOC

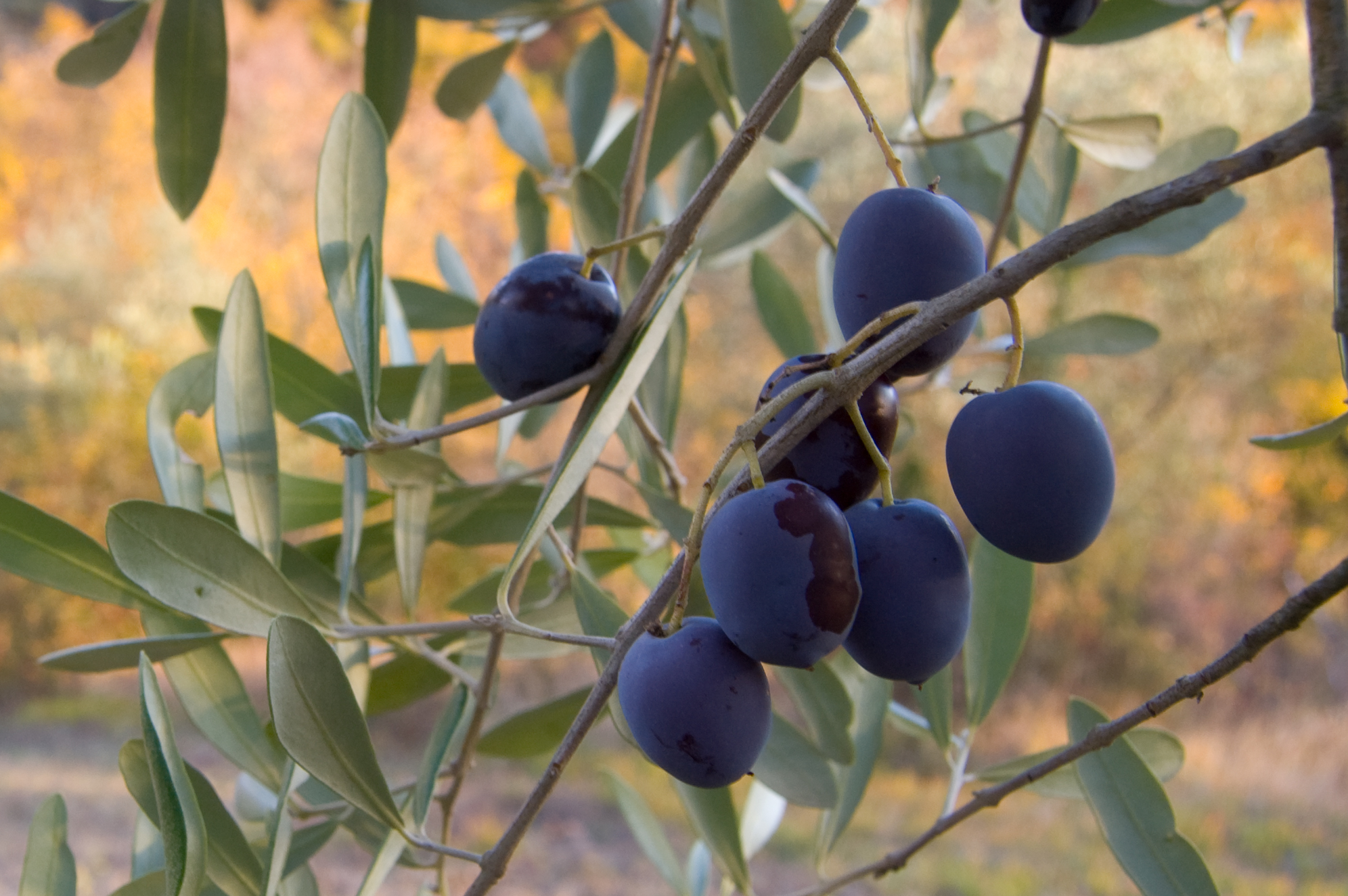
Источник оливкового масла — маслины

Международный совет по оливкам (англ. International Olive Council) — единственная в мире международная межправительственная организация, которая занимается всеми вопросами, связанными с оливковым маслом и столовыми оливками. Она была учреждена в Мадриде в 1959 году под эгидой ООН. До 2006 года организация была известна как International Olive Oil Council, или IOOC (Международный совет по оливковому маслу), затем название было изменено. Совет играет важную роль в устойчивом развитии производства оливок и служит мировой площадкой для обсуждения вопросов общей политики сектора и решения всех возникающих проблем. С этой целью IOC принимает ряд планомерных мер. Производители, придерживающиеся стандартов IOC, указывают на этикетках следующие сорта масла:
- Extra-virgin olive oil производится только из натурального масла, имеет кислотность не более 0,8 %, вкус определяется как прекрасный.
- Virgin olive oil производится только из натурального масла, имеет кислотность не более 2 %, вкус определяется как хороший.
- Pure olive oil. Масла, помечаемые Pure olive oil или Olive oil, обычно являются смесью очищенного и натурального масла.
- Olive oil — смесь натурального и очищенного масла, кислотность — не более 1,5 %. Как правило, не имеет сильного запаха.
- Olive-pomace oil — представляет собой очищенное жмыховое масло, иногда смешанное с натуральным. Вполне подходит для пищи, однако его нельзя назвать собственно оливковым маслом. Жмыховое оливковое масло широко представлено в розничной торговле (в частности, странах бывшего СССР), особенно под собственными брендами розничных сетей; кроме того, его часто используют в ресторанах для приготовления выпечки.
- Lampante oil (ламповое масло) — оливковое масло, не предназначенное для употребления в пищу. Применяется в промышленных нуждах.

## Проблема качества

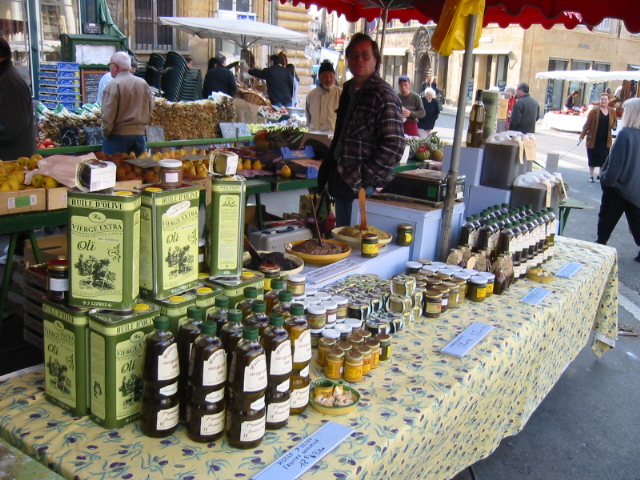
Оливковое масло на рыночном прилавке

Несмотря на усилия властей, полиция периодически изобличает недобросовестных поставщиков, которые разбавляют оливковое масло более дешёвым рапсовым. В 1981 г. от отравления техническим рапсовым маслом, которое продавалось под видом оливкового, умерло порядка 700 испанцев. Известны случаи, когда под маркой итальянского и испанского продавалось масло, привезённое из стран Африки. По некоторым оценкам, в той или иной степени сфальсифицированы до 40 % масла высшего сорта (extra virgin).
В марте 2008 г. итальянская полиция задержала двадцать три человека, которые занимались перепродажей масла из других стран под видом итальянского. Ещё через месяц был наложен арест на семь маслобойных заводов, где в подсолнечное и соевое масла подмешивали хлорофилл для последующей реализации в качестве «оливкового масла экстра-класса». В 2012 году испанская полиция арестовала по аналогичным обвинениям ещё девятнадцать человек.

## Хранение

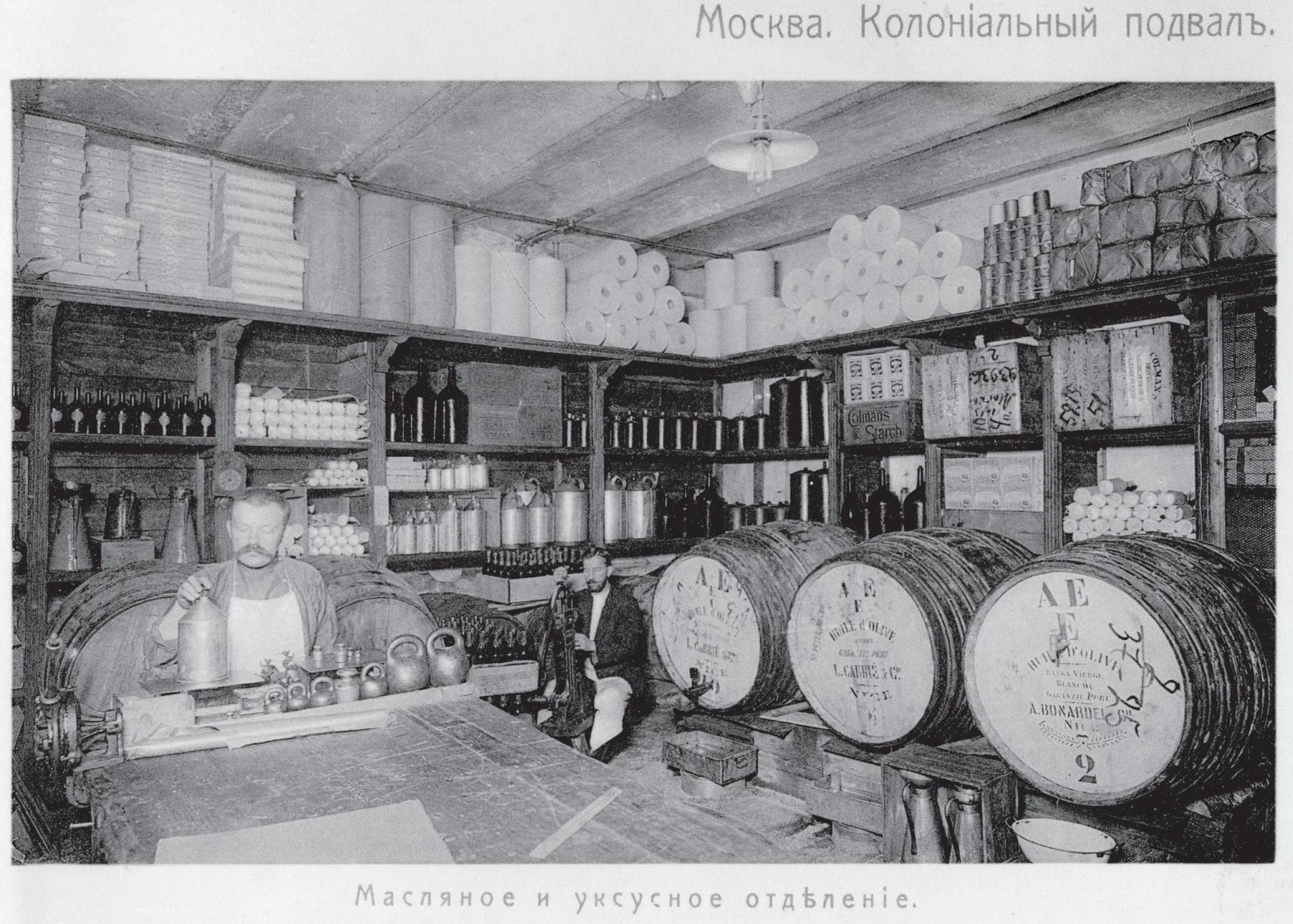
В московском гастрономе Елисеевых (с именем которых связывают популяризацию в России «деревянного» и «прованского» масла в XIX веке) было организовано специальное подвальное отделение для бочкового хранения масла с непосредственным розливом перед розничной продажей (фото 1913 года)

Со временем масла портятся и выдыхаются. Оливковое масло желательно потреблять в течение первого года после изготовления. Для защиты от поглощения атмосферной влаги и окисления кислородом воздуха его рекомендуют хранить герметично закрытым в сухом, прохладном (но не холодном), тёмном месте, где будут недоступны различные запахи, поскольку масло их легко впитывает. Если масло хранить в холоде, то со временем может выпасть естественный осадок; это никак не влияет на качество масла, а после того, как оно нагреется, осадок исчезает.

## Применение

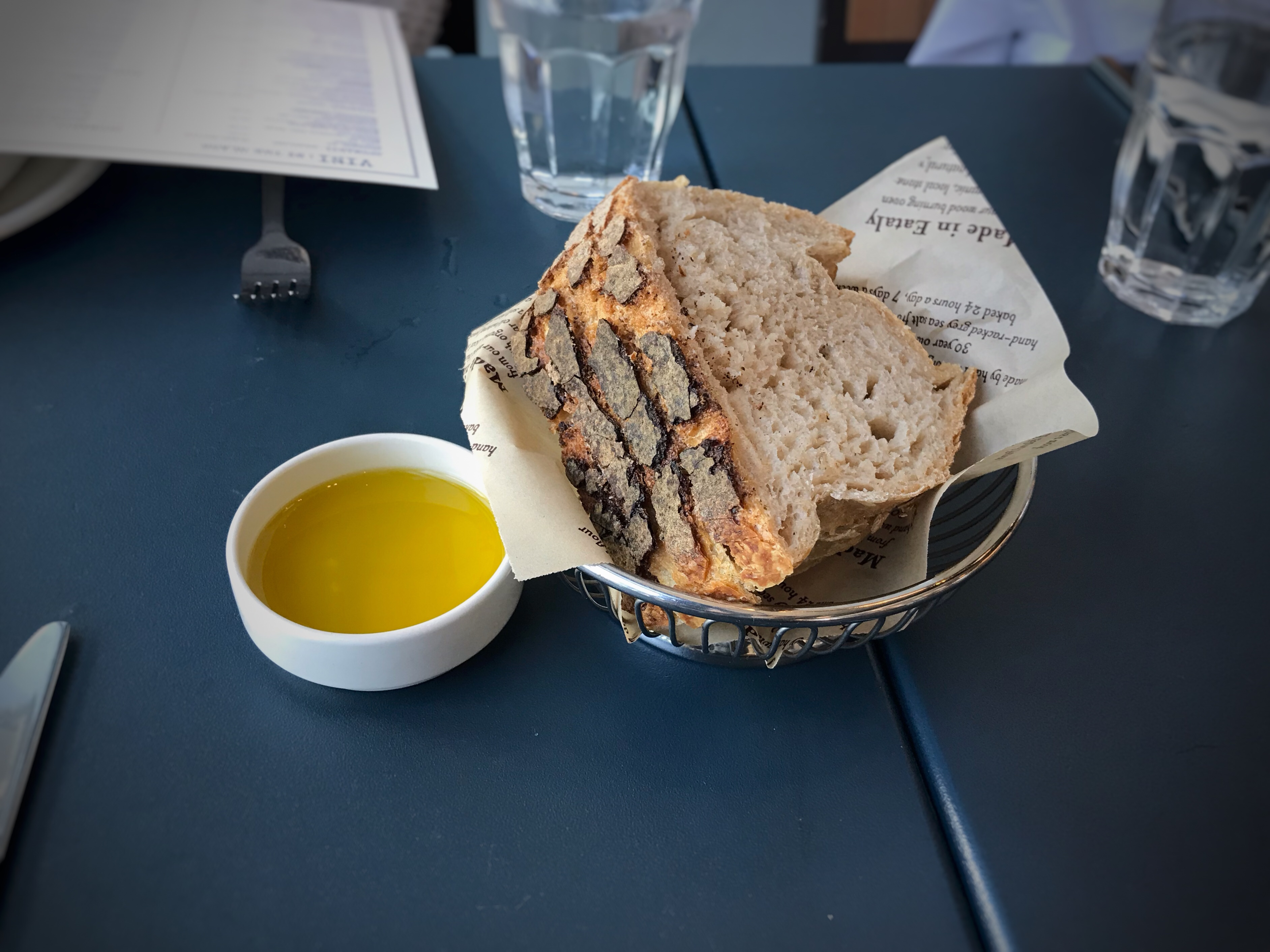
Оливковое масло и хлеб

Оливковое масло повсеместно используется в средиземноморской кухне, особенно в итальянской, греческой и испанской. Распространено мнение, что масло первого холодного отжима используется только для заправки холодных блюд. Масло других сортов может использоваться также для жарки.
Масло первого холодного отжима (extra virgin) ранее не рекомендовалось для жарки, так как имеет относительно низкую температуру дымления (≈205 °C) по сравнению с другими маслами. Однако недавние исследования показали, что точка дымления не является точным показателем эффективности и стабильности масла. По состоянию на 2022 год масло первого холодного отжима считается лучшим маслом для жарки, так как оно богато мононенасыщенными жирными кислотами и бедно полиненасыщенными жирными кислотами, а его антиоксидантные соединения защищают масло и пищу от термического окисления. Полезные свойства масла сохраняются, несмотря на разложение и трансформацию, вызванную нагреванием. Разные виды пищи, приготовленные на масле extra virgin, могут обогащаться полезными для здоровья биоактивными соединениями: фенолами, жирными кислотами, скваленом, фитостеролами, полифенолами, тритерпенами и каротиноидами, β-каротином. Каротиноиды, содержащиеся в масле первого холодного отжима, включают лютеин, который улучшает биодоступность каротиноидов из другой готовящейся пищи. Метод приготовления пищи оказывает различное разлагающее воздействие на масло первого холодного отжима. Например, жарка на сковороде ухудшает больше, чем жарка во фритюре, из-за большей доступности кислорода, что приводит к увеличению количества эпоксидов. Если масло нагревать прерывисто, как это происходит в ресторане с прерывистым обслуживанием, процесс жарки будет все больше способствовать образованию разнообразных токсичных продуктов.
Оливковое масло считается ценным диетическим продуктом благодаря высокому содержанию мононенасыщенных жирных кислот и полифенолов. Широко применяется в косметологии, мыловарении, фармацевтике.
В христианских традициях оливковое масло, называемое елей, — атрибут многих богослужебных обрядов. Иудейский праздник Ханука связан с оливковым маслом, используемым для освящения.

## Медицинские аспекты
Для оливкового масла характерно высокое содержание мононенасыщенных жирных кислот, в особенности олеиновой кислоты. Учёные предполагают, что эти кислоты снижают уровень «плохого» холестерина и одновременно поддерживают уровень «хорошего», однако точный механизм действия пока не установлен. Тот факт, что следование средиземноморской диете снижает риск возникновения сердечно-сосудистых заболеваний, учёные пытаются объяснить содержанием в оливковом масле фитостеролов, полифенолов, олеокантала.
Иногда оливковое масло вполне корректно позиционируется в средствах массовой информации как одно из самых полезных по сравнению с другими растительными маслами. Несмотря на то что в сравнении с льняным маслом содержание в оливковом масле омега-3-ненасыщенных жирных кислот ничтожно, само по себе это сравнение в контексте медицины не имеет значения, так как единственная омега-3 жирная кислота льняного масла — альфа-линоленовая жирная кислота, не имеет в полной мере выраженного полезного эффекта, а ее способность конвертироваться в ДГК и ЭПК с помощью десатураз Δ6 и Δ5 ограничена, так как эти ферменты более селективны к линолевой жирной кислоте, которая присутствует в подавляющем большинстве растительных масел, происходит образование арахидоновой жирной кислоты вместо эйкозопентаеновой, несмотря на то, что обе конечные жирные кислоты имеют модулирующее воздействие на воспалительные процессы, потребление ни линолевой, ни альфа-линоленовой жирных кислот в разных соотношениях достоверно или значительно не влияет на риск развития сердечно-сосудистых заболеваний. Содержание витамина Е в оливковом масле уступает подсолнечному, тем не менее этот факт не имеет значения в контексте полезности, есть доказательства среднего качества того, что оливковое масло снижает вероятность развития сердечно-сосудистых заболеваний и смерти от них, а доказательства пользы подсолнечного масла, что оно не повышает эту вероятность, – противоречивы, как и его способность влиять на риск образования некоторых опухолей, и имеют низкое качество.
Как и все другие жиры, оливковое масло высококалорийно, поэтому при потреблении масла рекомендуется соблюдать умеренность.
В 2004 году Управление по санитарному надзору за качеством пищевых продуктов и медикаментов США разрешило производителям и импортёрам масла наносить на этикетки информацию, аналогичную той, которая уже используется для продвижения грецких орехов и семени конопли:

«Ограниченные и не безусловные научные данные позволяют предположить, что потребление двух столовых ложек оливкового масла в сутки способно снизить риск коронарной недостаточности. Для достижения благотворного результата оливковое масло должно заменять аналогичное количество насыщенных жиров и не увеличивать общее количество калорий, потребляемых в течение дня».